# 李厚洛
李厚洛（韓語：이후락，1924年2月23日—2009年10月31日），韓国政治人物。

## 生平
出生于慶尚南道蔚山郡（現蔚山广域市）。1942年蔚山農業学校毕业，1943年留学日本九州岛太刀洗陸軍飛行学校，第二次世界大战结束后归国。1945年军事英語学校（韩国陆军官校的前身）毕业，获陆军少尉衔，1949年美国陆军指挥参谋学院毕业。
1961年5月16日，在朴正熙发动五一六军事政变并成立国家重建最高会议后，他出任为宣傳室长，开始进入政界。
第三共和国时期任朴正熙总统秘書室室長、1970年第四共和国初期任韓国中央情報部部长。1971年总统选举任朴正熙阵营的选举总指揮。
1972年5月2日李厚洛秘密前往平壤和金日成会面，两人举行了两次会談。7月4日朝韓雙方政府同时在汉城和平壤发表南北共同声明。1973年以陸軍少將階級退役。
1973年中央情報部策划在日本綁架金大中，12月，首都警备司令尹必鏞在一次酒席说道“朴正熙总统的接班人是李厚洛”，此事传开后在政界引起轩然大波，也传到了朴正熙那里，朴正熙非常愤怒，解除其中央情報部長职务。李厚洛与金大中事件有很深关联，但李厚洛晚年因患老年痴呆症，而无法回应质疑。
1978年作为独立候选人参选国会議員，后加入民主共和党并于1979年当选第10届国会議員。1980年全斗焕上台，他在1980年因腐败指控被迫辞去所有公职，并禁止政治活动，虽然在1985年取消了限制，但他仍然退出政界，进入隠居生活，2009年10月31日，因脑肿瘤和老年疾病逝世于首尔市医院。
李厚洛曾担任韩国棋院第一任总裁，真正开始建造韩国棋院。1968年，韩国棋院5层大楼在钟路区贯铁洞建成。李厚洛还大力支持经济困难的职业棋手，为他们变卖自己地下室的艺术品。

## 家庭
長子李東進是徐廷貴的女婿。
次子李東勳是韓華集團會長金鍾喜的女婿。
與SK集團創始人也是親家，李厚洛與三家煉油財閥全為親家，肆意貪腐達韓元194億，其女婿情報部分局局長鄭華燮負責管帳。

## 関連項目
- 金大中事件